# Liste der Naturdenkmale in Malbergweich
Die Liste der Naturdenkmale in Malbergweich nennt die im Gemeindegebiet von Malbergweich ausgewiesenen Naturdenkmale (Stand 13. April 2024).

## Ehemalige Naturdenkmale
| Nr. | Bezeichnung       | Lage                                                         | Beschreibung                                                                                    | Bild                                    |
| --- | ----------------- | ------------------------------------------------------------ | ----------------------------------------------------------------------------------------------- | --------------------------------------- |
|     | Das Eisenmännchen | nordöstlich des Ortes am Mohrweilerweg; Flur Im Weibach Lage | Fagus sylvatica mit eingewachsenem eisernen Kruzifix; 2001 gefällt, Rechtsverordnung aufgehoben | Direkt Bild zu diesem Denkmal hochladen |